# Эрк из Слане
Эрк (ум. ок. 512) — епископ Слане, святой (день памяти — 31 октября ст. стиля в Корнуолле, 2 ноября ст. стиля в Ирландии).
Святой Эрк (Erc, лат.: Ercus), или Эрт (корн: Erth), или Херих (Herygh, некорректно) был ирландским святым, который, по-видимому, также подвизался в Корнуолле.
Святой Эрк был единственным человеком, поддержавшим св. Патрика во время его противостояния с друидами на горе Слане (Slane) в 433 г. Патрик позже рукоположил его во священника и епископа Слане.
Св. Эрк, по преданию, наставлял св. Брендана-мореплавателя в своей церкви в Трали (Tralee).
Святой Эрк также отвечал за создание знаменитой школы в Слане, где, по преданию, учился король Дагоберт II (Dagobert II).
Мартиролог О'Гормана XII века (комментарии) именует его «Эрк из Слане, епископ Лилкаха и из Ферта Фер Фекь близ Сид Трума с запада».
Считается, хотя точных данных на этот счёт нет, что корневилльский святой Эрк — это тот же самый человек. Он был братом свв. Юни (Uny) и Ии и прибыл в Корнуолл из Ирландии. Там известны село и церковь, освящённые во его имя.

## Тропарь, глас 1
Even in the darkness of heathendom/
thou didst recognise the God-given authority of Ireland's Enlightener, O Hierarch Erc,/
and wast baptized at his hands./
Wherefore we beseech thee, pray to Christ our God/
that being blessed with the virtue of humility/
we may be found worthy of eternal salvation.

## Источник
- Кельтские и староанглийские святые